# Gialli del Domino Nero
I Gialli del Domino Nero  è una collana di narrativa gialla pubblicata dalla Casa Editrice Martucci pubblicata a partire dal 1936.
Nel 1937 la collana si sdoppiò pubblicando anche la serie I Gialli “B” del Domino Nero ma dopo due numeri entrambe le collane cessarono la pubblicazione.
| N. | Titolo italiano              | Autore                  | Pubblicazione Martucci | Prima pubblicazione |
| -- | ---------------------------- | ----------------------- | ---------------------- | ------------------- |
| 1  | Il segreto della rupe        | Eden Phillpotts         | 25 luglio 1936         |                     |
| 2  | La casa maledetta            | Anna Katharine Green    | 12 agosto 1936         |                     |
| 3  | Tul-Kan il Cinese            | E. Phillips Oppenheim   | 25 agosto 1936         |                     |
| 4  | Lo sparviero                 | Arnold Bennet           | 12 settembre 1936      |                     |
| 5  | La luce verde                | K. Fuller               | 27 settembre 1936      |                     |
| 6  | Il doppio enigma             | Arthur Conan Doyle      | 12 ottobre 1936        |                     |
| 7  | Le tre spade                 | Emma Orczy              | 27 ottobre 1936        |                     |
| 8  | Il dramma di Ochil Hills     | Arnaldo Davari          | 18 novembre 1936       |                     |
| 9  | Il Dottor Nepper             | Stanislas-André Steeman | 30 novembre 1936       |                     |
| 10 | Il redivivo                  | E. Phillips Oppenheim   | 28 dicembre 1936       |                     |
| 11 | La sinistra avventura        | John Alexander Ferguson | 11 gennaio 1937        |                     |
| 12 | La tomba di ghiaccio         | Milward Kennedy         | 9 febbraio 1937        |                     |
| 13 | La colpa di Gerda Hollo      | Robert Heymann          | 25 febbraio 1937       |                     |
| 14 | Il naufragio                 | Robert Louis Stevenson  | 12 marzo 1937          |                     |
| 15 | La classifica fatale         | Alfredo Bogardo         | 26 marzo 1937          |                     |
| 16 | Delitto e castigo            | Edgar Wallace           | 10 aprile 1937         |                     |
| 17 | Il castello di Vogelode      | Rudolf Stratz           | aprile 1937            |                     |
| 18 | L’isola di Satana            | John W. Vandercook      | 10 maggio 1937         |                     |
| 19 | Tre fili di seta rossa       | Rodney Arlett           | maggio 1937            |                     |
| 20 | Il problema                  | Anna Katharine Green    | 1937                   |                     |
| 21 | La notte di Gloggau          | C. H. Schlag            | 1937                   |                     |
| 22 | Il Comandante Lewester       | Victor Fogg             | 1937                   |                     |
| 23 | Angoscia                     | A.G. Boudry             | 1937                   |                     |
| B1 | La vendetta dello scienziato | Richard Austin Freeman  | 1937                   |                     |
| B2 | Terrore a Chicago            | Robert Heymann          | 1937                   |                     |